# 正覚寺 (宇城市)
正覚寺（しょうかくじ）は、熊本県宇城市小川町西海東に所在する浄土真宗本願寺派の寺院。山号は大音山。

## 概要
1609年（慶長14年）、釈竜起により開基。もともと真言宗の寺院で、寺原山に在ったが、真宗興正派に転宗するに伴い、現在の地に移った。その後、1612年（慶長17年）、明祐により、本願寺派に転じて現在の正覚寺が開かれたとの口承。幾度か火災にあい、文献類が焼失している為、詳細は不明。
第13世住職藤岡覚音は、勧学。浄土真宗の宗学のかたわら龍水学館と称する学寮を起こし、数多くの子弟を教えた。

## 所在地
- 熊本県宇城市小川町西海東1681

## 文化財

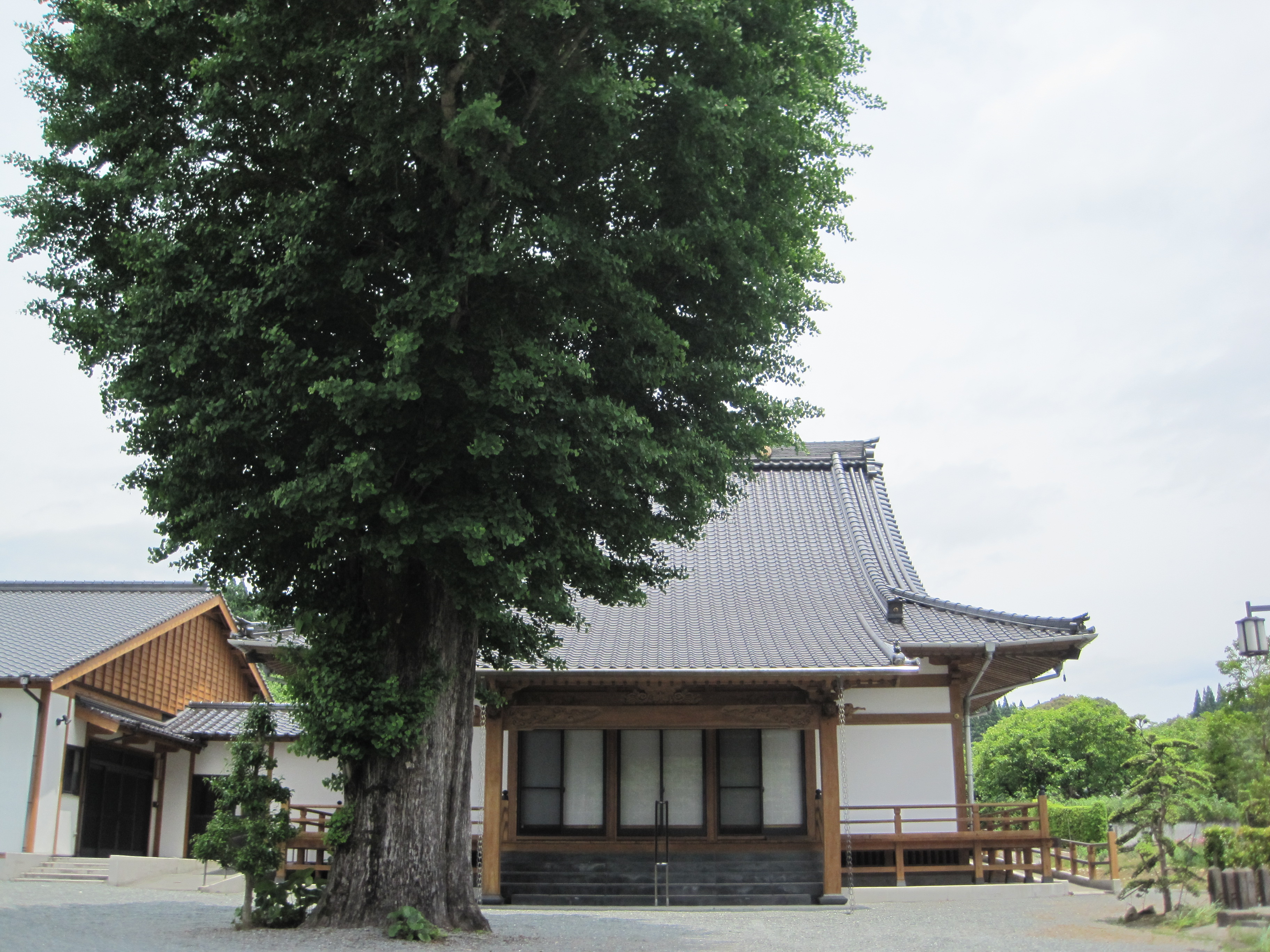
正覚寺

- 六角堂経蔵
- 六地蔵（1504年（永正元年））、ほか